# Servan (druif)

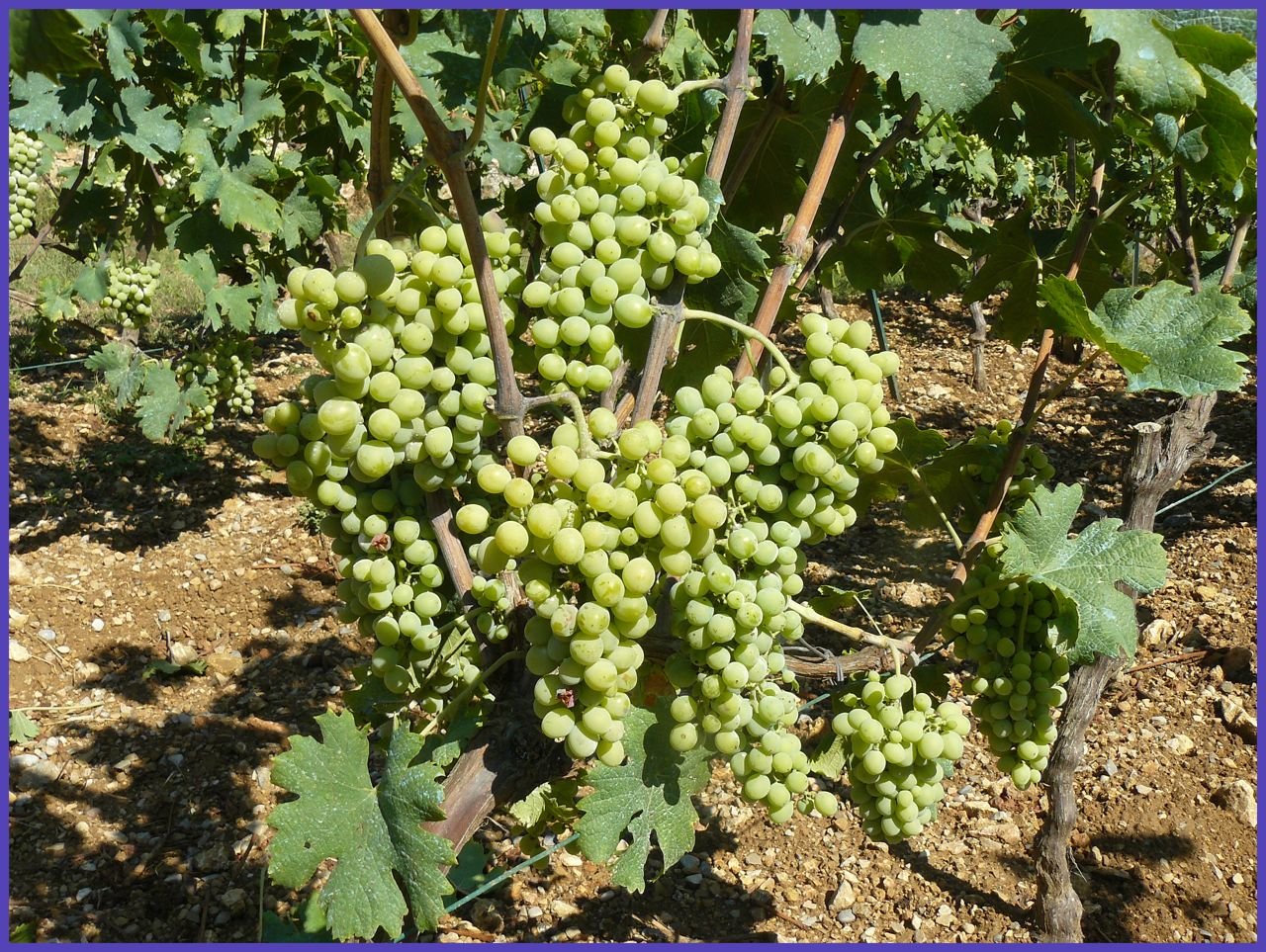
Servandruiven in Valbonne

De Servan, buiten Valbonne ook wel geschreven als Servant, is een late, zoete, goudkleurige druif. Vanwege het hoge zuur- en lage suikergehalte wordt zij pas laat in het seizoen geoogst. Gedurende de winter blijft de druif goed bewaard en droogt langzaam in. 
Begin 20e eeuw ontwikkelt zich rond het middeleeuws stadje Valbonne, vlak boven Cannes in Zuid-Frankrijk, de verbouw van de Servan. Een druif die ook wel bekendstond als woestijndruif.
De Servan is een uitstekende bewaardruif. Zij werden opgehangen in kleine tuinhuisjes of schuurtjes. De zogenaamde Cabanes, ook wel 'chambres de conservation' of 'chambres à servan' genoemd. Hierin werden de druiven langzaam tot rozijnen gedroogd.
In de omgeving van Valbonne zijn deze bewaarruimten hier en daar nog te vinden. 
Door ziekte en verdringing van andere druivenrassen is de Servan verdwenen. Waar eens deze druivenstokken stonden, hebben nu Provençaalse villa's hun plaats ingenomen.
Tegenwoordig plant men de druivenstok weer aan in een poging haar in dit gebied te herintroduceren. Nog wel wordt jaarlijks, rond St. Blaise-dag, een feestmaal georganiseerd ter ere van de Servan.